# Самміт Тауншип (округ Батлер, Пенсільванія)
Самміт Тауншип (англ. Summit Township) — селище (англ. township) в США, в окрузі Батлер штату Пенсільванія. Населення — 4504 особи (2020).

## Демографія
Згідно з переписом 2010 року, у селищі мешкали 4884 особи в 1836 домогосподарствах у складі 1299 родин. Було 1938 помешкань
Расовий склад населення:
| - 94,7 % — білих - 4,1 % — чорних або афроамериканців - 0,2 % — азіатів |

До двох чи більше рас належало 0,8 %. Частка іспаномовних становила 1,3 % від усіх жителів.
За віковим діапазоном населення розподілялося таким чином: 26,0 % — особи молодші 18 років, 59,4 % — особи у віці 18—64 років, 14,6 % — особи у віці 65 років та старші. Медіана віку мешканця становила 40,4 року. На 100 осіб жіночої статі у селищі припадало 116,9 чоловіків;  на 100 жінок у віці від 18 років та старших — 106,3 чоловіків також старших 18 років.
Середній дохід на одне домашнє господарство  становив 59 382 долари США (медіана — 53 021), а середній дохід на одну сім'ю — 69 209 доларів (медіана — 71 383). Медіана доходів становила 53 219 доларів для чоловіків та 32 473 долари для жінок. За межею бідності перебувало 10,7 % осіб, у тому числі 15,5 % дітей у віці до 18 років та 4,1 % осіб у віці 65 років та старших.
Цивільне працевлаштоване населення становило 2174 особи. Основні галузі зайнятості: виробництво — 23,5 %, освіта, охорона здоров'я та соціальна допомога — 22,4 %, роздрібна торгівля — 10,3 %, мистецтво, розваги та відпочинок — 9,2 %.